# Список глав государств в 1465 году
Список глав государств в 1464 году — 1465 год — Список глав государств в 1466 году — Список глав государств по годам

## Азия
- Ак-Коюнлу — Узун-Гасан, султан (1453 — 1478)
- Анатолийские бейлики —
  - Зулькадар — 
    - Мелик Арслан, бей (1454 — 1465)
    - Шах-Будак, бей (1465 — 1467, 1472 — 1479)

  - Караманиды — 
    - Исхак, бейлербей (1464 — 1465)
    - Пир Ахмет, бейлербей (1465 — 1474)

  - Рамазаногуллары (Рамаданиды) — Дундар, бей (1439 — 1470)
- Грузинское царство — Георгий VIII, царь (1446 — 1466)
  -  Имеретинское царство — Баграт VI, царь (1463 — 1466)
  - Самцхе-Саатабаго — Кваркваре II, атабег (1451 — 1498)
- Бруней — Сулейман, султан (1432 — 1485)
- Дайвьет — Ле Тхань-тонг, император (1460 — 1497)
- Индия —
  - Амбер (Джайпур) — Чандрасена, раджа[кат.] (1453 — 1502)
  - Ахом — Сусенпхаа, махараджа[англ.] (1439 — 1488)
  - Бахманийский султанат — Мухаммад-шах III, султан (1463 — 1482)
  - Бенгальский султанат — Рукунуддин Барбак Шах, султан (1459 — 1474)
  - Биканер — Бика, раджа[англ.] (1465 — 1504)
  - Бунди — Биру, раджа (1415 — 1470)
  - Бхавнагар — Шивданжи Саранжи, раджа (1445 — 1470)
  - Венад[англ.] — Вира Рама Мартанда Варма, махараджа[англ.] (1458 — 1468)
  - Виджаянагарская империя — 
    - Малликарджунарая, махараджадхираджа (1446 — 1465)
    - Вирупакшарая II, махараджадхираджа (1465 — 1485)

  - Гаджапати[англ.] — Капилендра Дева, царь[англ.] (1434 — 1466)
  - Гуджаратский султанат — Махмуд-шах I Бегада, султан (1458 — 1511)
  - Делийский султанат — Бахлул-хан Лоди, султан (1451 — 1489)
  - Дунгарпур — Сома Дас, раджа (1447 — 1479)
  - Камата — Чакрадхвадж, махараджа (1460 — 1480)
  - Качари — Ладапха, царь (ок. 1461 — ок. 1486)
  - Кашмир — Зайн аль-Абидин, султан (1420 — 1470)
  - Майсур — Тиммараджа I, махараджа (1459 — 1478)
  - Малавский султанат — Махмуд-шах I Халджи, султан (1436 — 1469)
  - Манипур — Нингтоукхомба, раджа[англ.] (1432 — 1467)
  - Марвар (Джодхпур) — Джодха, раджа (1438 — 1489)
  - Мевар — Кумбха, махарана (1433 — 1468)
  - Пратабгарх — Кхемкаран Сингх, махараджа (1433 — 1473)
  - Синд — Низамуддин II, джем (султан)[англ.] (1461 — 1508)
  - Сирохи — Лакхажи, раджа (1451 — 1483)
  - Трипура[англ.] — Дханья Маникья, махараджа[англ.] (1463 — 1515)
- Индонезия —
  - Маджапахит — Бравиджайя III, раджа (1456 — 1466)
  - Пасай — Абу Зейд Ахмад III, султан (1464 — 1466)
  - Сунда — Нискала Васту Канкана, махараджа (1371 — 1475)
  - Сулу — Шариф аль-Хашим, султан[англ.] (1457 — 1480)
  - Тернате — Мархум (Гапи Багуна II), султан (1432 — 1486)
  - Чиребон[англ.] — Какрабуана, султан[англ.] (1447 — 1479)
- Иран —
  -  Каркия — Солтан-Мохаммад Кия, амир (1448 — 1478)
  -  Падуспаниды — 
    - Эскандар IV, малек (в Кожуре) (1453 — 1476)
    - Каюс II, малек (в Нуре) (1453 — 1467)
- Йемен —
  -  Тахириды — Аль-Муджахид Али бин Тахир, султан (1460 — 1479)
- Казахское ханство — Керей, хан (1465 — 1473)
- Кара-Коюнлу — Джаханшах, султан (1436 — 1467)
- Кедах — Атауллах Мухаммад Шах I, султан[англ.] (1422 — 1472)
- Кипрское королевство — Жак II, король (1463 — 1473)
- Китай (Империя Мин)  — Чэнхуа (Чжу Цзяньшэнь), император (1464 — 1487)
- Камбоджа — Нореа Раматипатеи, царь[англ.] (1463 — 1469)
- Лансанг  — Чаккапхат Пхаен Пхаео, король (1442 — 1479)
- Малаккский султанат — Мансур Шах, султан (1459 — 1477)
- Мальдивы — Хасан III, султан (1443 — 1467, 1467 — 1468)
- Михрабаниды[англ.] — Низам аль-Дин Яхья, малик[англ.] (1438/1439 — 1480)
- Монгольская империя — 
  - Ойратское ханство — Уч Тэмур, тайша (1455 — 1469)
  - Северная Юань — 
    - Махагургис, великий хан (1454 — 1465)
    - Молон, великий хан (1465 — 1466)
- Мьянма — 
  - Ава — Нарапати I, царь[англ.] (1442 — 1468)
  - Аракан (Мьяу-У) — Ба Со Пью, царь[англ.] (1459 — 1482)
  - Хантавади — Шин Собу, царица[англ.] (1454 — 1471)
- Ногайское ханство — Хорезми, бий (1447 — 1473)
- Оман — Умар бен аль-Хаттаб, имам (1451 — 1490)
- Османская империя — Мехмед II Завоеватель, султан (1444 — 1446, 1451 — 1481)
- Рюкю — Сё Току, ван (1460 — 1469)
- Сибирское ханство — Ибак, хан (ок. 1464 — 1495)
- Таиланд — 
  - Аютия — Боромотрайлоканат, король (1448 — 1488)
  - Ланнатай — Тилокарат, король[англ.] (1441 — 1487)
- Тибет — Кунга Лекпа, гонгма[англ.] (1448 — 1481)
- Туран (Государство Тимуридов) — Абу-Саид, великий эмир (1451 — 1469)
  - Мавераннахр — Абу-Саид, хан (1451 — 1469)
  - Могулистан — 
    - Дуст Мухаммад, хан (в Восточном Могулистане)  (1462 — 1468)
    - Юнус, хан (в Западном Могулистане)  (1462 — 1469)

  - Хорасан — Абу-Саид, эмир  (1459 — 1469)
- Тямпа — Бан Ла Тра Тоан, царь (1460 — 1471)
- Узбекское ханство — Абулхайр, хан (1428 — 1468)
- Филиппины — 
  - Тондо — Калангитан, дайян (королева)[англ.] (ок. 1450 — ок. 1515)
- Чосон  — Седжо, ван (1455 — 1468)
- Ширван — 
  - Халил-улла I, ширваншах (1417 — 1465)
  - Фаррух Ясар I, ширваншах (1465 — 1500)
- Шри-Ланка — 
  - Котте — Паракрамабаху VI, царь (1412 — 1467)
- Япония — 
  - Фусахито (Го-Цутимикадо), император (1464 — 1500)
  - Сёгунат Муромати — Асикага Ёсимаса, сёгун (1449 — 1473, 1489 — 1490)

## Америка
- Ацтекская империя (Тройственный союз) — Монтесума I, великий тлатоани (1440 — 1469)
  - Теночтитлан — Монтесума I, Теночтитлан (1440 — 1469)
  - Тескоко — Несауалькойотль, тлатоани (1428 — 1472)
  - Тлакопан — Тотокиуацин I, тлатоани (1428 — 1470)
- Империя инков — Пачакутек Юпанки, сапа инка (1438 — 1471)
- Конфедерация Муисков[англ.] — 
  - Хунзахуа, заку[англ.] (ок. 1450 — 1470)
  - Мейкучука, зипа[англ.] (ок. 1450 — 1470)
- Тараско — Циципандакуар, каконци (1454 — 1479)
- Тлателолько — Мокуиуиштли, тлатоани (1460 — 1473)

## Африка
- Абдальвадиды (Зайяниды) — Абу Абдалла III, султан (1462 — 1470)
- Адаль — Мухаммад ибн Бадлай, султан (1445 — 1471)
- Бамум — Монжу, мфон (султан)[англ.] (1461 — 1498)
- Бенинское царство — Эвуаре, оба[англ.] (1440 — 1473)
- Борну — Али Гаджидени, маи[нем.] (1455 — 1487)
- Буганда — 
  - Киггала, кабака (ок. 1434 — ок. 1464, ок. 1484 — ок. 1494)
  - Киимба, кабака (ок. 1464 — ок. 1484)
- Варсангали[англ.] — Мохамуд II, султан[англ.] (1450 — 1479)
- Вогодого — Ньяндеффо, нааба (ок. 1450 — ок. 1475)
- Джолоф — 
  - Н'Диелен Мбеи Леити, буур-ба[англ.] (ок. 1450 — ок. 1465)
  - Бираяма Н'Дием Этер, буур-ба[англ.] (ок. 1465 — ок. 1481)
- Египет (Мамлюкский султанат) — Хушкадам аз-Захир, султан (1461 — 1467)
- Кано[англ.] — Мухаммад Румфа, султан[англ.] (1463 — 1499)
- Каффа — Аддио, царь (ок. 1460 — ок. 1495)
- Килва — Аль-Хасан ибн Исмаил, султан (1456 — 1466)
- Конго — Нкуву а Нтину, маниконго[англ.] (ок. 1450 — ок. 1470)
- Мали — Ули II, манса (ок. 1460 — ок. 1480/1481)
- Мариниды — 
  - Абд аль-Хакк II, султан (1420 — 1465)
  - в 1465 году смещены Ваттасидами
- Массина — Канта, ардо (1433 — 1466)
- Мутапа — Матопе Ньянехве Небедза, мвенемутапа[англ.] (ок. 1450 — 1480)
- Нри[англ.] — Яньямата, эзе[англ.] (1465 — 1511)
- Руанда — Руганзу I, мвами (1438 — 1482)
- Свазиленд — 
  - Дламини I, вождь (ок. 1435 — ок. 1465)
  - междуцарствие (ок. 1465 — ок. 1480)
- Сонгай — Али Бер, император (1464 — 1492)
- Хафсиды — Усман, халиф (1435 — 1488)
- Эфиопия — Зара Якоб, император (1434 — 1468)

## Европа
- Албания — 
  - Дукаджини — Лека Дукаджини, князь (1438 — 1479)
  - Кастриоти — Георгий Кастриоти (Скандербег), князь (1443 — 1468)
- Англия — Эдуард IV, король (1461 — 1470, 1471 — 1483)
- Андорра — 
  - Гастон IV де Фуа, князь-соправитель (1436 — 1472)
  - Хайме де Кардона, епископ Урхельский, князь-соправитель (1462 — 1466)
- Астраханское ханство — Махмуд, хан (1459 — ок. 1471)
- Большая Орда — Ахмат, хан (1459 — 1481)
- Валахия — Раду III Красивый, господарь (1462 — 1473, 1473 — 1474, 1474, 1474 — 1475)
- Венгрия — Матьяш Хуньяди, король (1458 — 1490)
- Дания — Кристиан I, король (1448 — 1481)
- Зета — Иван I Черноевич, господарь (1465 — 1490)
- Ирландия —
  - Десмонд — Домналл ан Дана Маккарти, король (1428 — 1469)
  - Коннахт — Федлим Геанках О Конхобар, король (1461 — 1474)
  - Тир Эогайн — Эйнри мак Эогайн, король (1455 — 1483)
  - Томонд — Тадг ан Комайд О’Брайен, король (1459 — 1466)
- Испания —
  - Арагон — Хуан II, король (1458 — 1479)
  - Гранадский эмират — Абу-ль-Хасан Али, эмир (1464 — 1482, 1483 — 1485)
  - Кастилия и Леон — Энрике IV Бессильный, король (1454 — 1474)
  - Наварра — Хуан Арагонский, король (1441 — 1479)
  - Пальярс Верхний — Уго Роже III, граф (1451 — 1488)
  - Прованс — Рене Добрый, граф (1434 — 1480)
- Италия —
  - Венецианская республика — Кристофоро Моро, дож (1462 — 1471)
  - Гвасталла — 
    - Гвидо Галеотто Торелли, граф (1460 — 1480)
    - Франческо Мария Торелли, граф (1460 — 1486)

  - Генуэзская республика — оккупирована Миланом (1464 — 1478)
  - Мантуя — Лудовико III Гонзага, маркграф (1444 — 1478)
  - Масса и Каррара — Якопо Маласпина, маркграф (1445 — 1481)
  - Милан — Франческо I Сфорца, герцог (1450 — 1466)
  - Монтекьяруголо — Марсилио Торелли, граф (1462 — 1489)
  - Монферрат — Вильгельм VIII, маркграф (1464 — 1483)
  - Неаполитанское королевство — Фердинанд I, король (1458 — 1494)
  - Пьомбино — Якопо III Аппиани, князь (1457 — 1474)
  - Салуццо — Лодовико I, маркграф (1416 — 1475)
  - Сицилийское королевство — Хуан II Арагонский, король (1458 — 1479)
  - Урбино — Федериго да Монтефельтро, герцог (1444 — 1472)
  - Феррара, Модена и Реджо — Борсо д’Эсте, герцог (1452 — 1471)
  - Флорентийская республика — Пьеро Медичи Подагрик, глава правительства (1464 — 1469)
- Казанское ханство — 
  - Махмуд, хан (1445 — 1465)
  - Халиль, хан (1465 — 1467)
- Крымское ханство — Хаджи I Герай, хан (1441 — 1466)
- Литовское княжество — Казимир Ягеллон, великий князь (1440 — 1492)
  -  Киевское княжество — Семён Олелькович, князь-наместник (1454 — 1470)
  -  Мстиславское княжество — Иван Юрьевич, князь (1460 — ок. 1490)
- Молдавское княжество — Стефан III Великий, господарь (1457 — 1504)
- Монако — Ламбер, сеньор (1458 — 1494)
- Мэн — Томас II Стэнли, король (1459 — 1504)
- Наксосское герцогство — Джакомо III, герцог (1463 — 1480)
- Норвегия — Кристиан I, король (1449 — 1481)
- Островов королевство — Джон II Макдональд, король Островов и Кинтайра (1449 — 1493)
- Папская область — Павел II, папа (1464 — 1471)
- Польша — Казимир IV Ягеллон, король (1447 — 1492)
  - Варшаввское и Плоцкое княжества — 
    - Конрад III Рыжий, князь[англ.] (1462 — 1471, 1489 — 1503)
    - Казимир III Плоцкий, князь[англ.] (1462 — 1471)
    - Болеслав V Варшавский, князь[англ.] (1462 — 1488)
    - Януш II Плоцкий, князь[англ.] (1462 — 1471)
- Португалия — Афонсу V Африканец, король (1438 — 1477, 1477 — 1481)
- Русские княжества — 
  -  Великое княжество Московское — Иван III Васильевич, государь всея Руси (1462 — 1505)
    -  Великопермское княжество — Михаил Ермолаевич, князь (1451 — 1481)
    -  Верейско-Белозерское княжество — Михаил Андреевич, князь (1432 — 1486)
    -  Вологодское княжество — Андрей Васильевич Меньшой, князь (1462 — 1481)
    -  Волоцкое княжество — Борис Васильевич, князь (1462 — 1494)
    -  Дмитровское, Можайское и Серпуховское княжества — Юрий Васильевич, князь (1462 — 1473)
    -  Углицкое княжество — Андрей Васильевич Большой, князь (1462 — 1492)

  -  Рязанское княжество — Василий Иванович, князь (1464 — 1483)
  -  Тверское княжество — Михаил Борисович, великий князь (1461 — 1485)
    -  Микулинское княжество — Андрей Борисович, князь (1460 — 1485)
    -  Холмское княжество — Михаил Дмитриевич, князь (ок. 1454/1456 — ок. 1485)
- Священная Римская империя — Фридрих III, император, король Германии (1452 — 1493)
  - Австрия — 
    - Внутренняя и Нижняя Австрия — Фридрих V (император Фридрих III), герцог (1457 — 1493)
    - Передняя Австрия и Тироль — Сигизмунд, герцог (1439 — 1490)

  - Ангальт — 
    - Ангальт-Бернбург — Бернард VI, князь (1420 — 1468)
    - Ангальт-Дессау — 
      - Георг I, князь (1405 — 1474)
      - Альберт V, князь (1405 — 1469)

    - Ангальт-Кётен — Адольф I, князь (1423 — 1473)

  - Ансбах — Альбрехт Ахилл, маркграф (1440 — 1486)
  - Бавария — 
    - Бавария-Ландсхут — Людвиг IX Богатый, герцог (1450 — 1479)
    - Бавария-Мюнхен — 
      - Сигизмунд, герцог (1460 — 1467)
      - Альбрехт IV, герцог (1463 — 1503)

  - Баден — Карл I, маркграф (1453 — 1475)
  - Байрет (Кульмбах) — Альберт Ахилл, маркграф (1457 — 1486)
  - Бар — Рене Добрый, герцог (1430 — 1480)
  - Бранденбург — Фридрих II, курфюрст (1440 — 1470)
  - Брауншвейг — 
    - Брауншвейг-Вольфенбюттель — Генрих II Миролюбивый, герцог (1428 — 1473)
    - Брауншвейг-Грубенхаген — 
      - Альбрехт II, герцог (1440 — 1485)
      - Генрих IV, герцог (1464 — 1526)

    - Брауншвейг-Каленберг — Вильгельм I Победоносный, герцог (1432 — 1473)
    - Брауншвейг-Люнебург — Оттон V, герцог (1464 — 1471)

  - Вальдек — 
    - Вальдек-Вальдек — Вольрад I, граф (ок. 1444 — 1475)
    - Вальдек-Ландау — Отто IV, граф (1459 — 1495)

  - Восточная Фризия — Ульрих I, граф (1464 — 1466)
  - Вюртемберг — 
    - Вюртемберг-Урах — Эберхард V Бородатый, граф (1457 — 1482)
    - Вюртемберг-Штутгарт — Ульрих V, граф (1442 — 1480)

  - Ганау — 
    - Ганау-Лихтенберг — Филипп I Старший, граф[англ.] (1458 — 1480)
    - Ганау-Мюнценберг — Филипп I Младший, граф[англ.] (1458 — 1500)

  - Гелдерн — 
    - Арнольд Эгмонт, герцог (1423 — 1465, 1471 — 1473)
    - Адольф, герцог (1465 — 1471)

  - Гессен — 
    - Гессен-Кассель — Людвиг II, ландграф (1458 — 1471)
    - Гессен-Марбург — Генрих III Богатый, ландграф (1458 — 1483)

  - Гольштейн-Пиннеберг — Адольф X, граф (1464 — 1474)
  - Кёльнское курфюршество — Рупрехт Виттельсбах-Пфальц, курфюрст (1463 — 1475)
  - Клеве — Иоганн I, герцог (1448 — 1481)
  - Лотарингия — Жан II, герцог (1453 — 1470)
  - Майнцское курфюршество — Дитер фон Изенбург, курфюрст (1459 — 1461, 1475 — 1482)
  - Марк — Иоганн I Клевский, граф (1448 — 1481)
  - Мекленбург — Генрих IV, герцог (1422 — 1477)
  - Монбельяр — Эберхард V Бородатый, граф (1457 — 1473, 1482 — 1496)
  - Нассау — 
    - Нассау-Байлштайн[нем.] — 
      - Иоганн I, граф (1412 — 1473)
      - Генрих III, граф (1425 — 1477)

    - Нассау-Вейльбург — Филипп II, граф (1429 — 1492)
    - Нассау-Висбаден-Идштейн[нем.] — Иоганн II, граф (1426 — 1480)
    -  Нассау-Дилленбург[англ.] — Иоганн IV, граф (1442 — 1475)
    - Нассау-Саарбрюккен — Иоганн II, граф (1429 — 1472)

  - Ольденбург — Герхард VI, граф (1450 — 1482)
    - Ольденбург-Дельменхорст — Якоб, граф (1464 — 1482)

  - Померания — 
    - Померания-Барт и Рюген — Вартислав X, герцог (1457 — 1478)
    - Померания-Вольгаст — Эрик II, герцог (1457 — 1474)

  - Пфальц — Фридрих I, курфюрст (1451 — 1476)
    - Пфальц-Зиммерн[англ.] — Фридрих I, пфальцграф[англ.] (1459 — 1480)
    - Пфальц-Мосбах-Нойбург[англ.] — Оттон II, пфальцграф[англ.] (1461 — 1499)
    - Пфальц-Цвейбрюккен — Людвиг I Черный, пфальцграф (1459 — 1489)

  - Савойя — 
    - Людовик I, герцог (1440 — 1465)
    - Амадей IX, герцог (1465 — 1472)

  - Саксония — 
    - Саксен-Виттенберг — 
      - Эрнст, курфюрст Саксонии (1464 — 1486)
      - Альбрехт III, герцог (1464 — 1500)

    - Саксен-Ратцебург-Лауэнбург — Иоганн V, герцог (1463 — 1507)

  - Трирское курфюршество — Иоганн II Баденский, курфюрст (1456 — 1503)
  - Тюрингия — Вильгельм III Смелый, ландграф (1445 — 1482)
  - Хахберг-Заузенберг — Рудольф IV, маркграф (1441 — 1487)
  - Чехия — Йиржи из Подебрад, король (1458 — 1471)
    - Силезские княжества —
      - Бжегское княжество — Миколай I Опольский, князь (1450 — 1476)
      - Бытомское княжество — Конрад IX Черный, князь (1450 — 1471)
      - Гливицкое княжество — Ян IV Освенцимский, князь (1465 — 1482)
      - Глогувское княжество — 
        - Генрих IX Старший, князь (1397 — 1467)
        - Пшемыслав II Цешинский, князь[пол.] (1460 — 1476)

      - Заторское княжество — Вацлав I Заторский, князь (1445 — 1468)
      - Зембицкое (Мюнстерберг) княжество — 
        - Йиндржих I из Подебрад, князь (1462 — 1498)
        - Викторин из Подебрад, князь (1462 — 1500)
        - Генрих (Гинек) из Подебрад, князь (1462 — 1471)

      - Крновское княжество — Ян IV Крновский, князь (1452 — 1474)
      - Легницкое княжество — Фридрих I Легницкий, князь (1454 — 1488)
      - Любинское княжество — Генрих IX Старший, князь[пол.] (1446 — 1467)
      - Немодлинско-Стрелецкое княжество — Николай I Опольский, князь (1460 — 1476)
      - Олавское княжество — Фридрих I Легницкий, князь[англ.] (1454 — 1488)
      - Олесницкое княжество — Конрад IX Черный, князь (1450 — 1471)
      - Опавское княжество — 
        - Йиржи из Подебрад, князь (1464 — 1465)
        - Викторин из Подебрад, князь (1465 — 1485)
        - Йиндржих I из Подебрад, князь (1465 — 1472)
        - Генрих (Гинек) из Подебрад, князь (1465 — 1472)

      - Опольское княжество — Миколай I Опольский, князь (1437 — 1476)
      - Пшевузское княжество[англ.] — 
        - Вацлав Жаганьский, князь (1449 — 1472)
        - Ян II Жаганьский, князь (1449 — 1472)

      - Ратиборское княжество — Ян V Ратиборский, князь (1456 — 1493)
      - Рыбницкое княжество — Вацлав III Простачок, князь (1464 — 1474)
      - Саганское (Жаганьское) княжество — Ян II Жаганьский, князь (1439 — 1449, 1461 — 1468, 1472)
      - Сцинавское княжество — 
        - Конрад X Белый, князь[пол.] (1450 — 1492)
        - Пшемыслав II Цешинский, князь[пол.] (1460 — 1476)

      - Тешинское (Цешинское) княжество — Вацлав I Цешинский, князь (1431 — 1468)
      - Тошецкое княжество — Пшемыслав Тошецкий, князь (1445 — 1484)

  - Юлих-Берг — Герхард II, герцог (1437 — 1475)
- Тевтонский орден — Людвиг фон Эрлихсхаузен, великий магистр (1450 — 1467)
  - Ливонский орден — Иоганн фон Менгден, ландмейстер (1450 — 1469)
- Франция — Людовик XI, король (1461 — 1483)
  - Арманьяк — Жан V, граф (1450 — 1473)
  - Бретань — Франциск II, герцог (1458 — 1488)
  - Бургундия — Филипп III Добрый, герцог (1419 — 1467)
  - Овернь и Булонь — Бертран II, граф (1461 — 1497)
  - Фуа — Гастон IV де Фуа, граф (1436 — 1472)
- Швеция — 
  - Карл VIII Кнутссон, король (1448 — 1457, 1464 — 1465, 1467 — 1470)
  - Эрик Аксельссон Тотт, регент (1465 — 1467)
- Шотландия — Яков III, король (1460 — 1488)
- Эпирское царство — Леонардо III Токко, деспот (1448 — 1479)

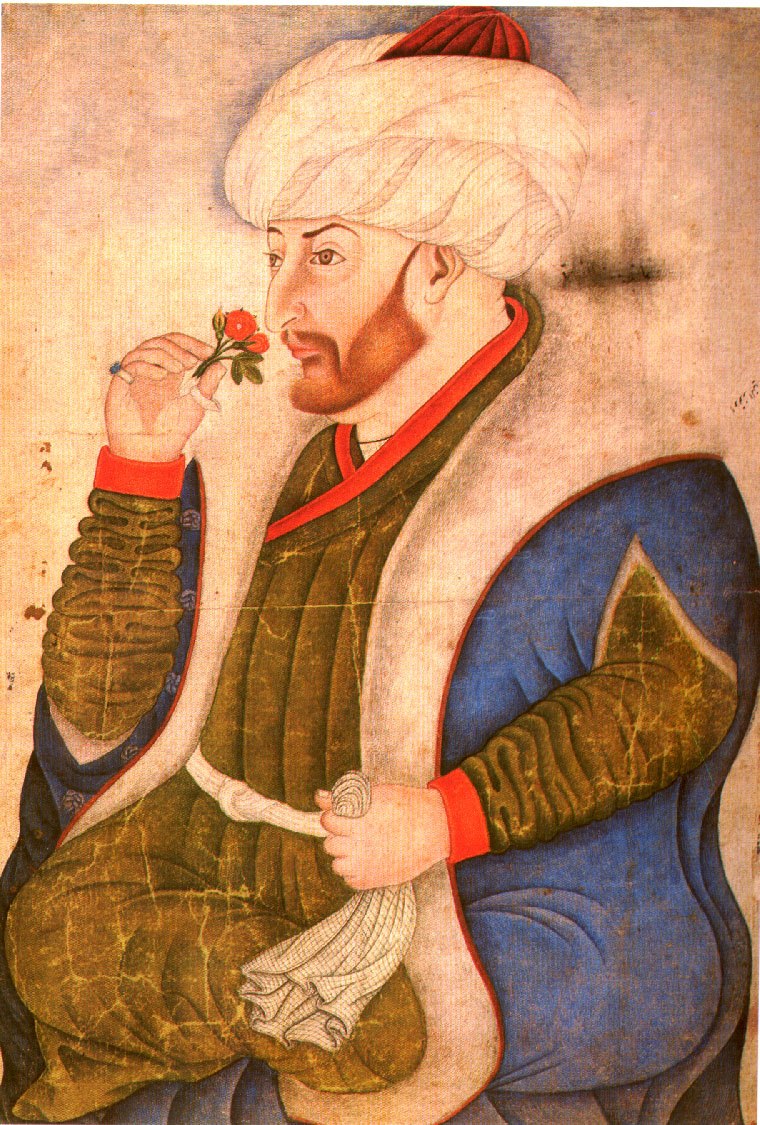
Мехмед II Завоеватель 1444-1446, 1451-1481 Османский султан
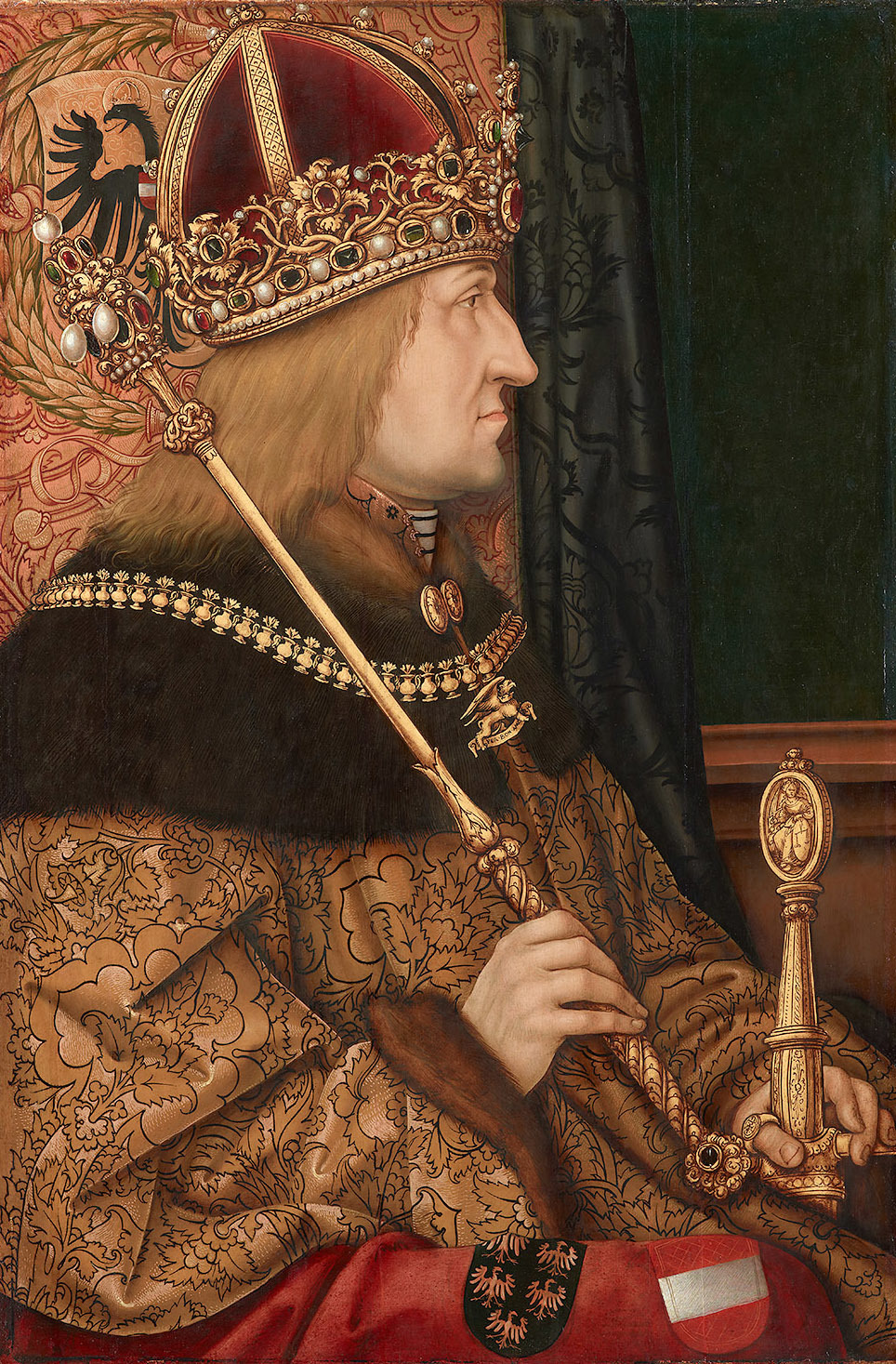
Фридрих III Габсбург 1452-1493 Император Священной Римской империи
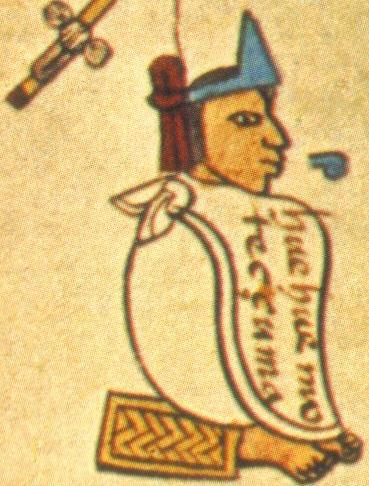
Монтесума I 1440-1469 Великий тлатоани ацтеков
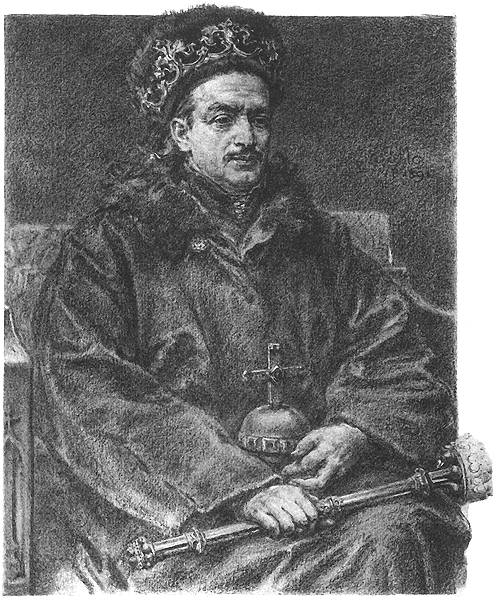
Казимир Ягеллон 1447-1492 Король Польши и Великий князь Литовский
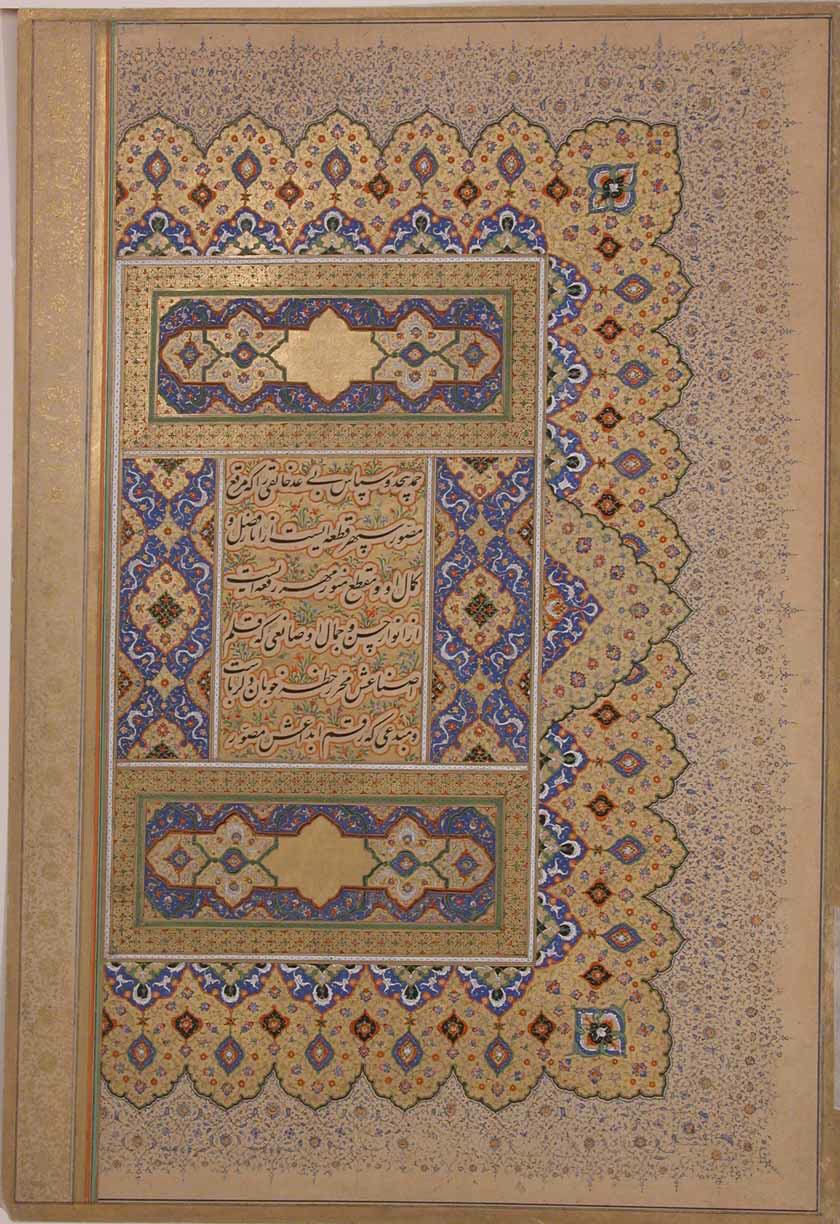
Джаханшах 1436-1467 Султан Кара-Коюнлу
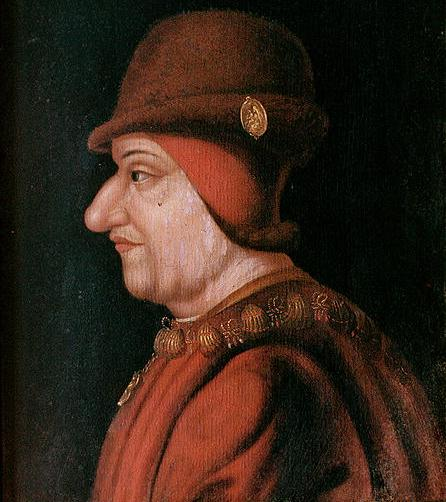
Людовик XI 1461-1483 Король Франции
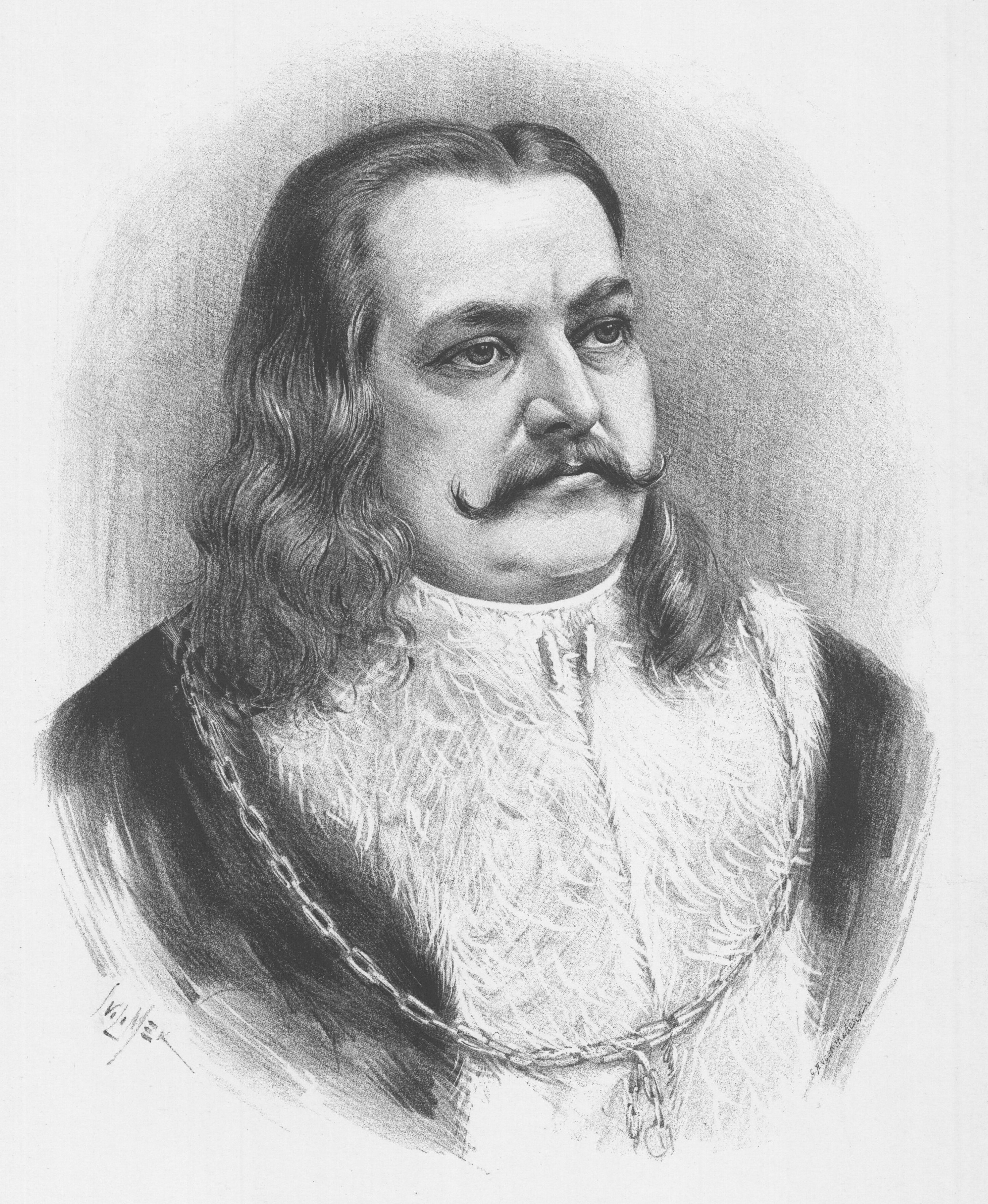
Йиржи из Подебрад 1458-1471 Король Чехии
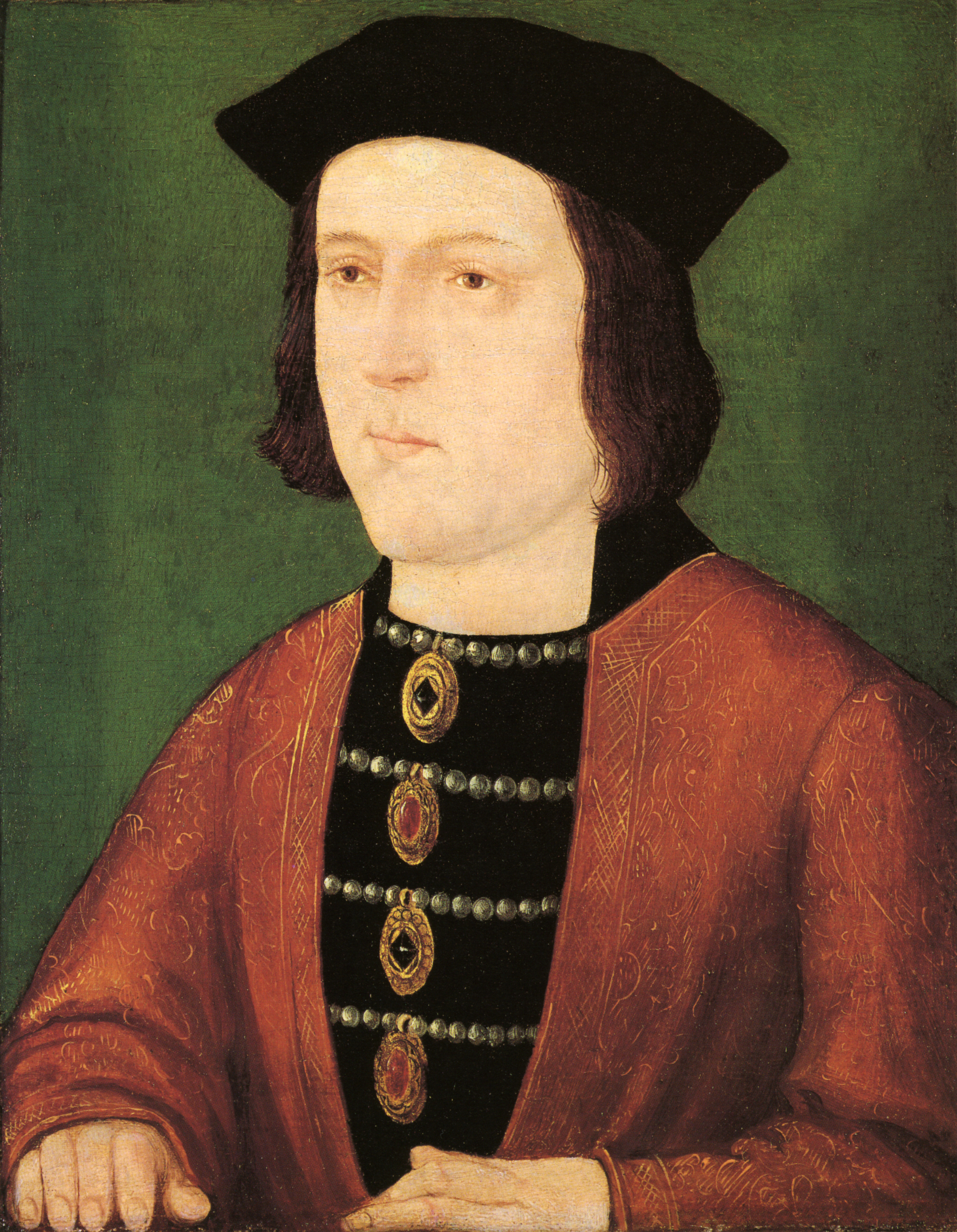
Эдуард IV 1461-1470,1471-1483 Король Англии
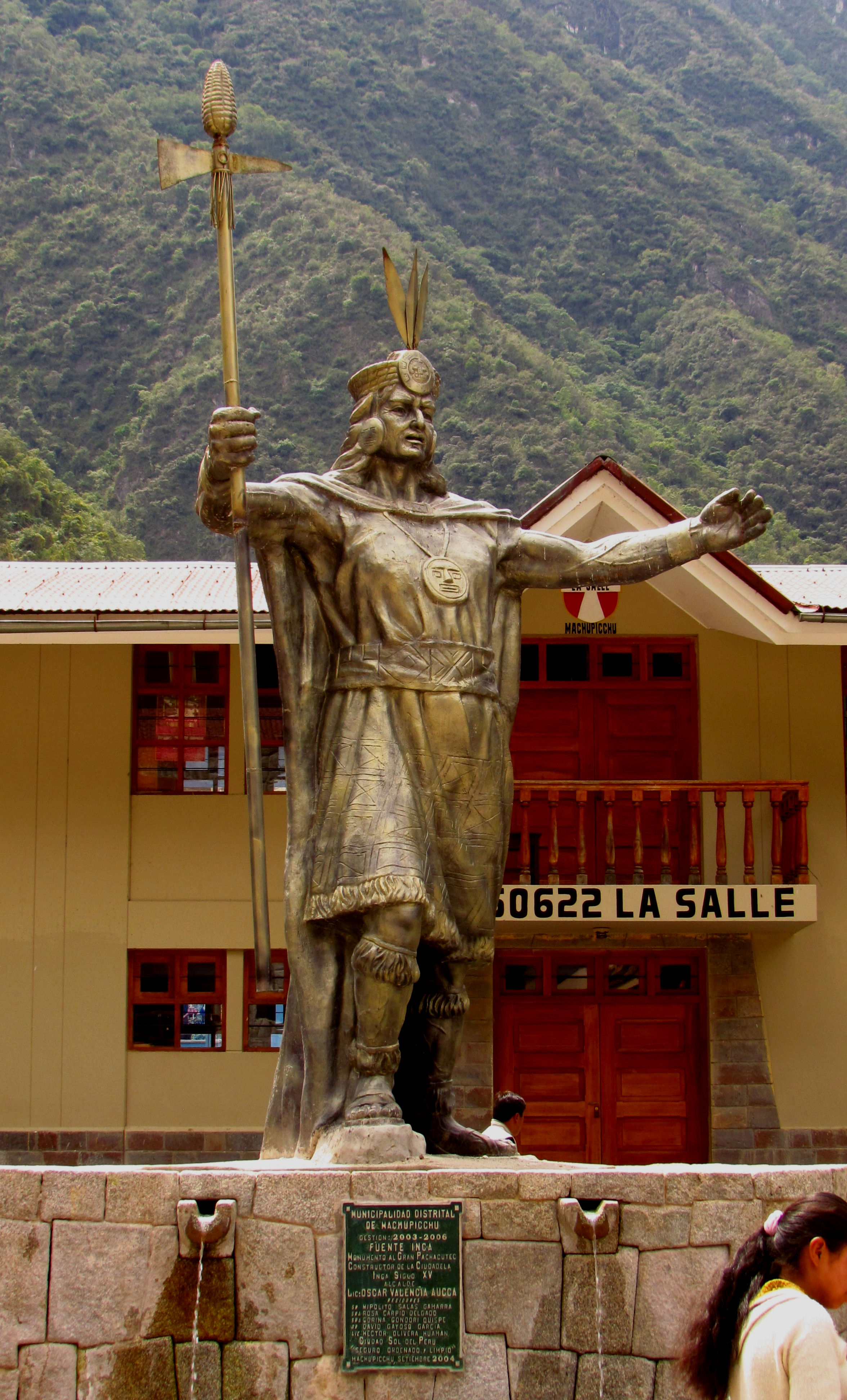
Пачакутек Юпанки 1438-1471 Сапа инка
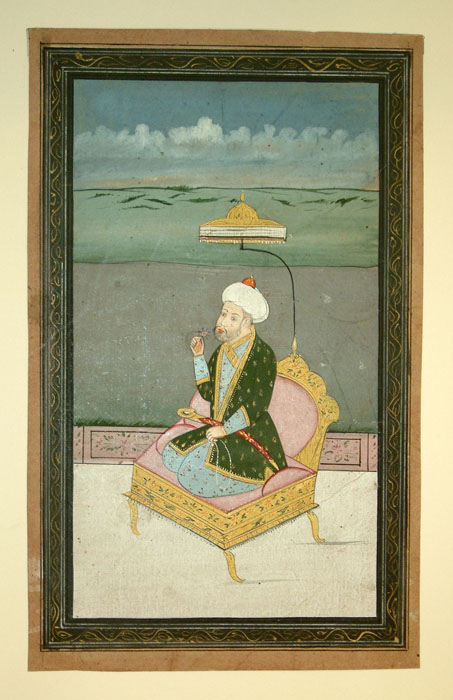
Абу Саид 1451-1469 Великий эмир Тимуридов
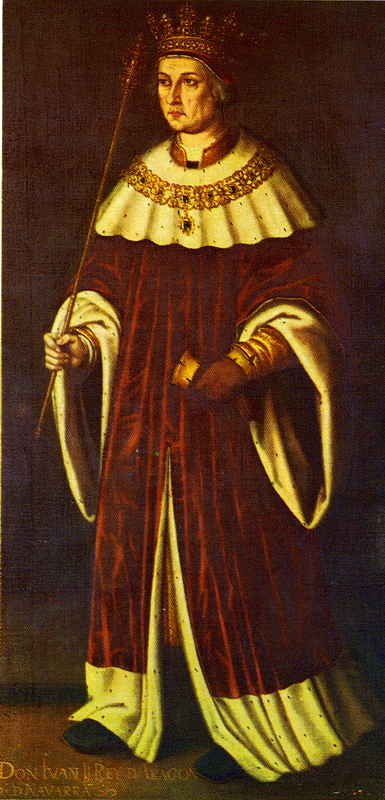
Хуан II 1458-1479 Король Арагона, Наварры и Сицилии
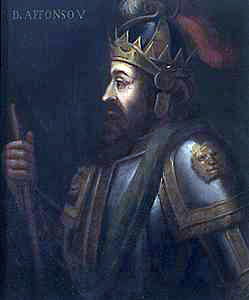
Афонсу V Африканец 1437-1481 Король Португалии
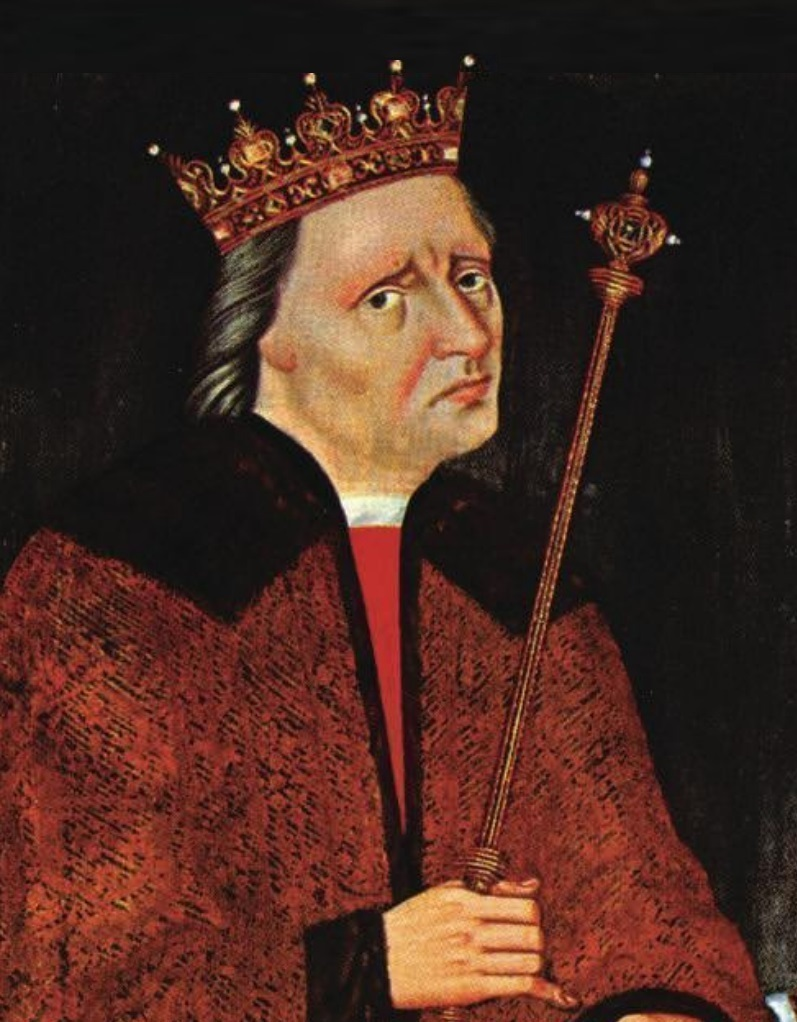
Кристиан I 1449-1481 Король Дании, Норвегии и Швеции
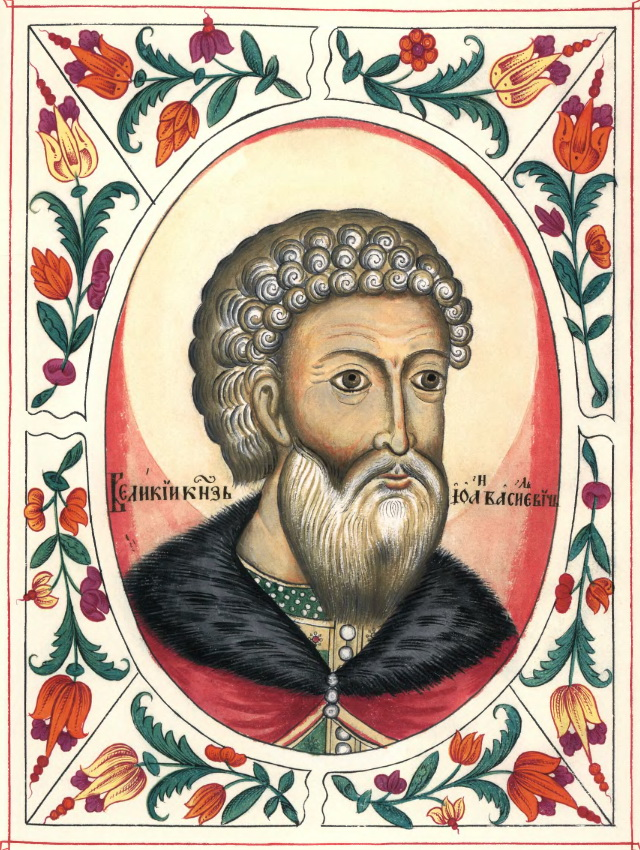
Иван III Васильевич 1462-1505 Государь всея Руси
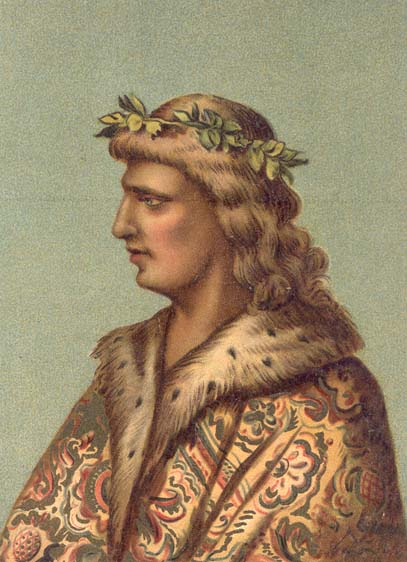
Матьяш Хуньяди 1458-1490 Король Венгрии
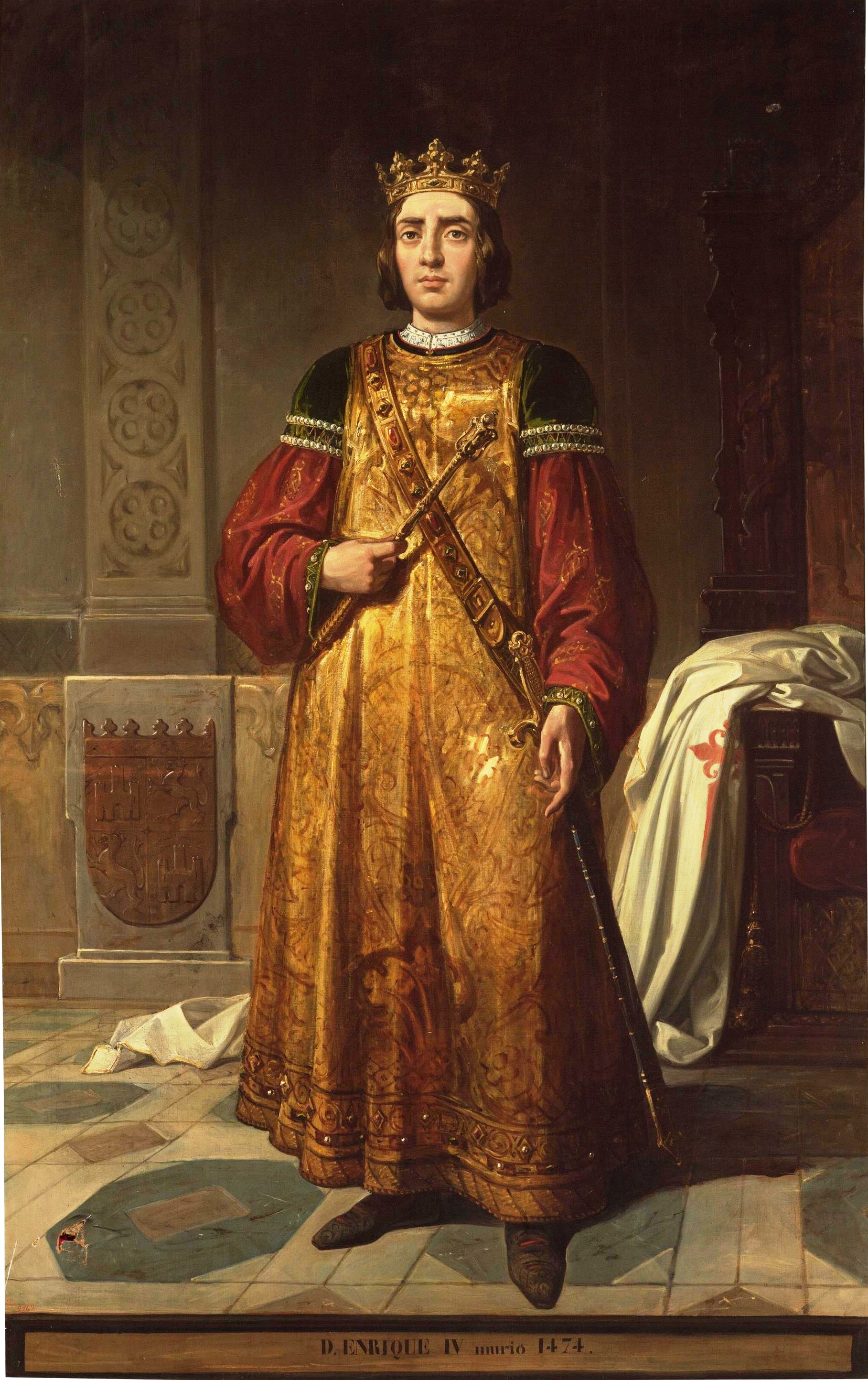
Энрике IV 1454-1474 Король Кастилии и Леона
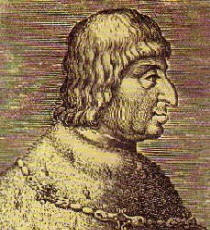
Фердинанд I 1458-1494 Король Неаполя
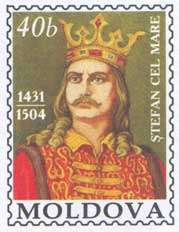
Стефан III Великий 1457-1504 Господарь Молдовы
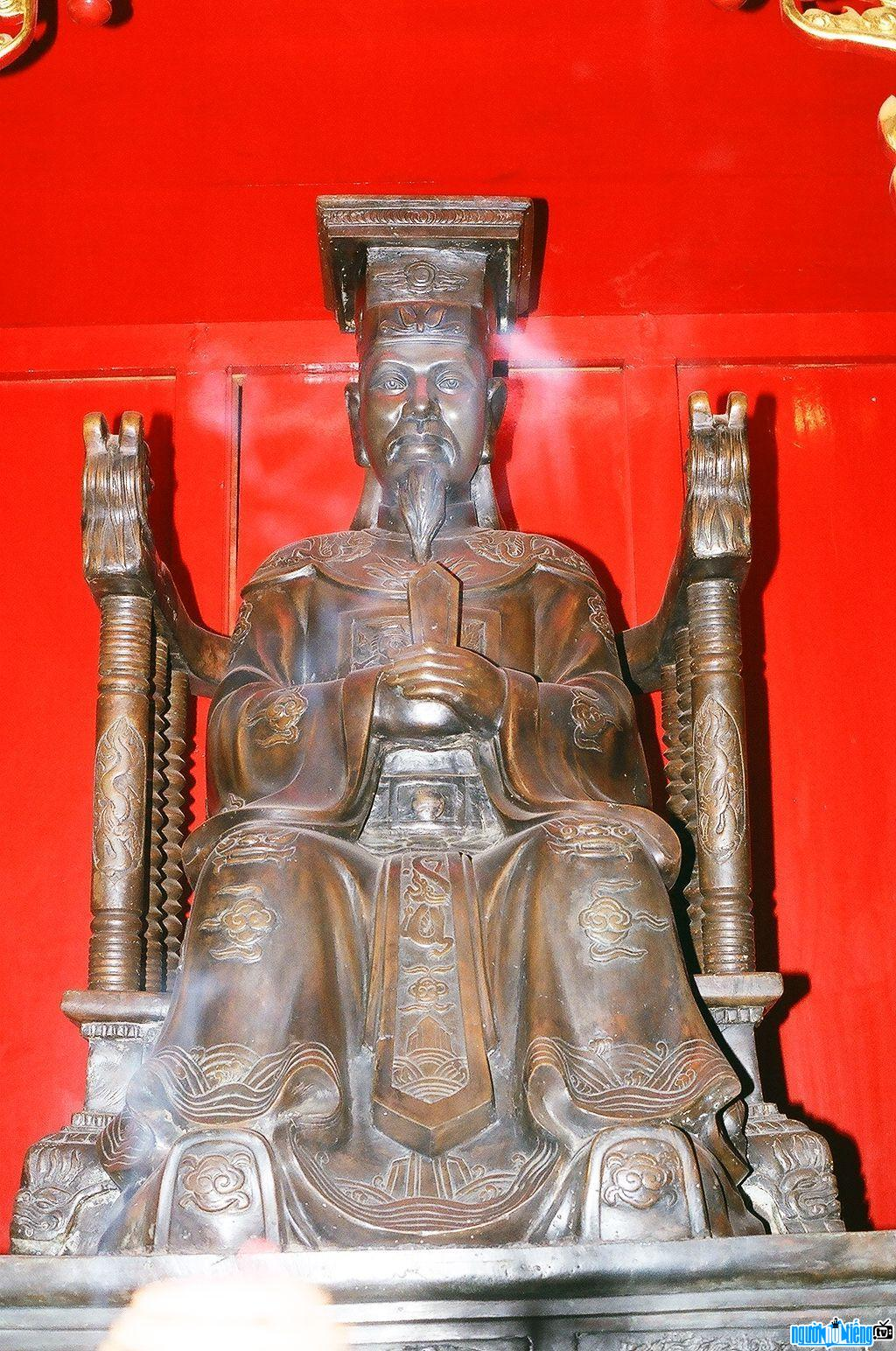
Ле Тхань-тонг 1460-1493 Император Дайвьета
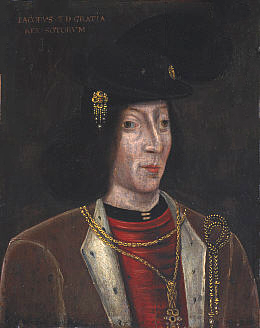
Яков III 1460-1488 Король Шотландии
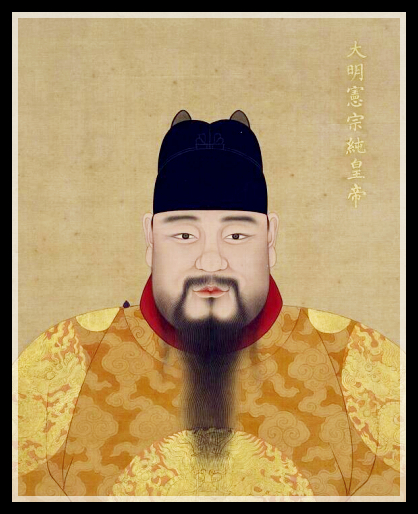
Чэнхуа 1464-1487 Император Китая
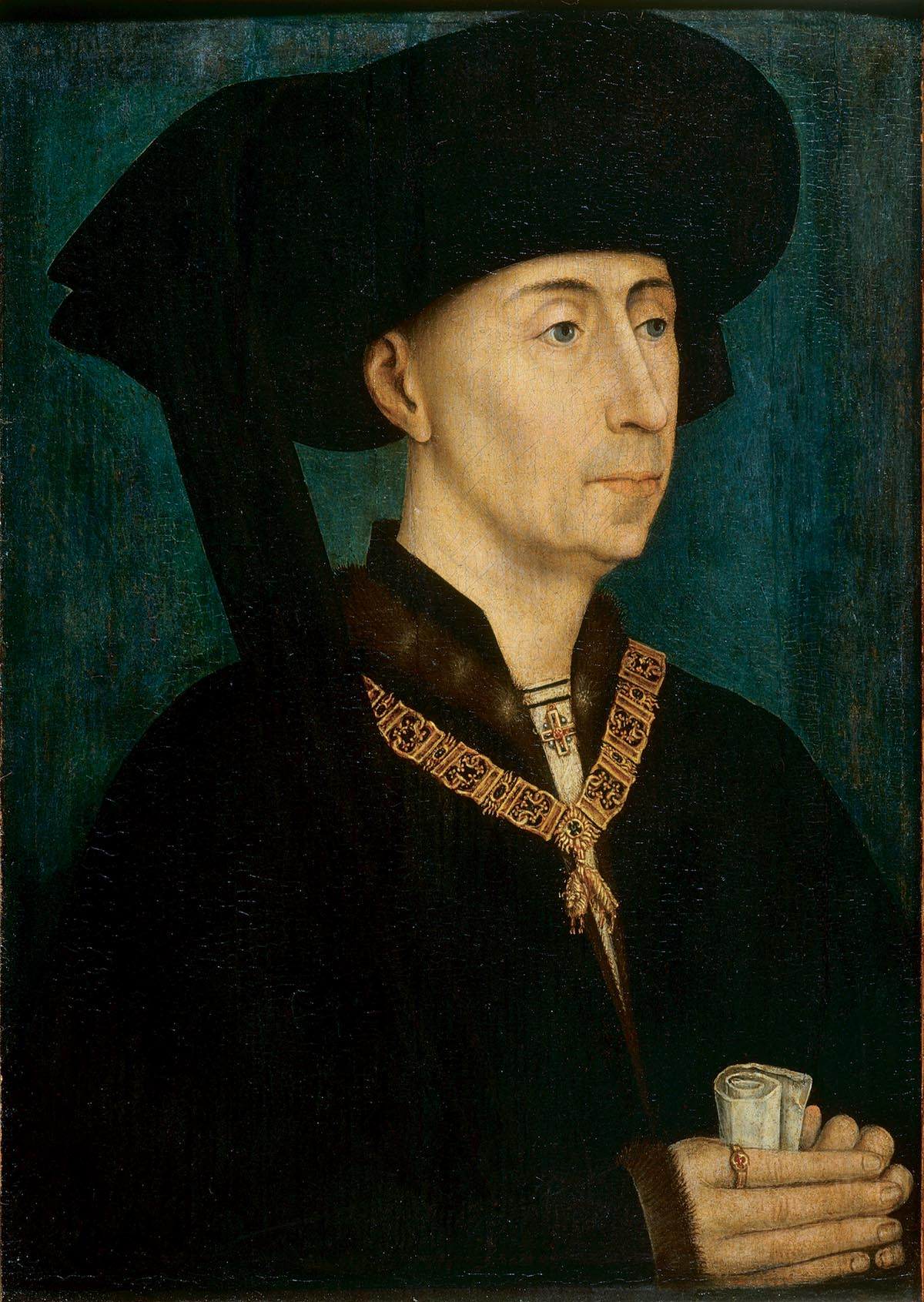
Филипп III Добрый 1419-1467 Герцог Бургундский
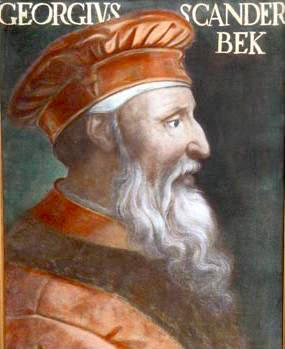
Скандерберг 1443-1468 Князь Кастриоти
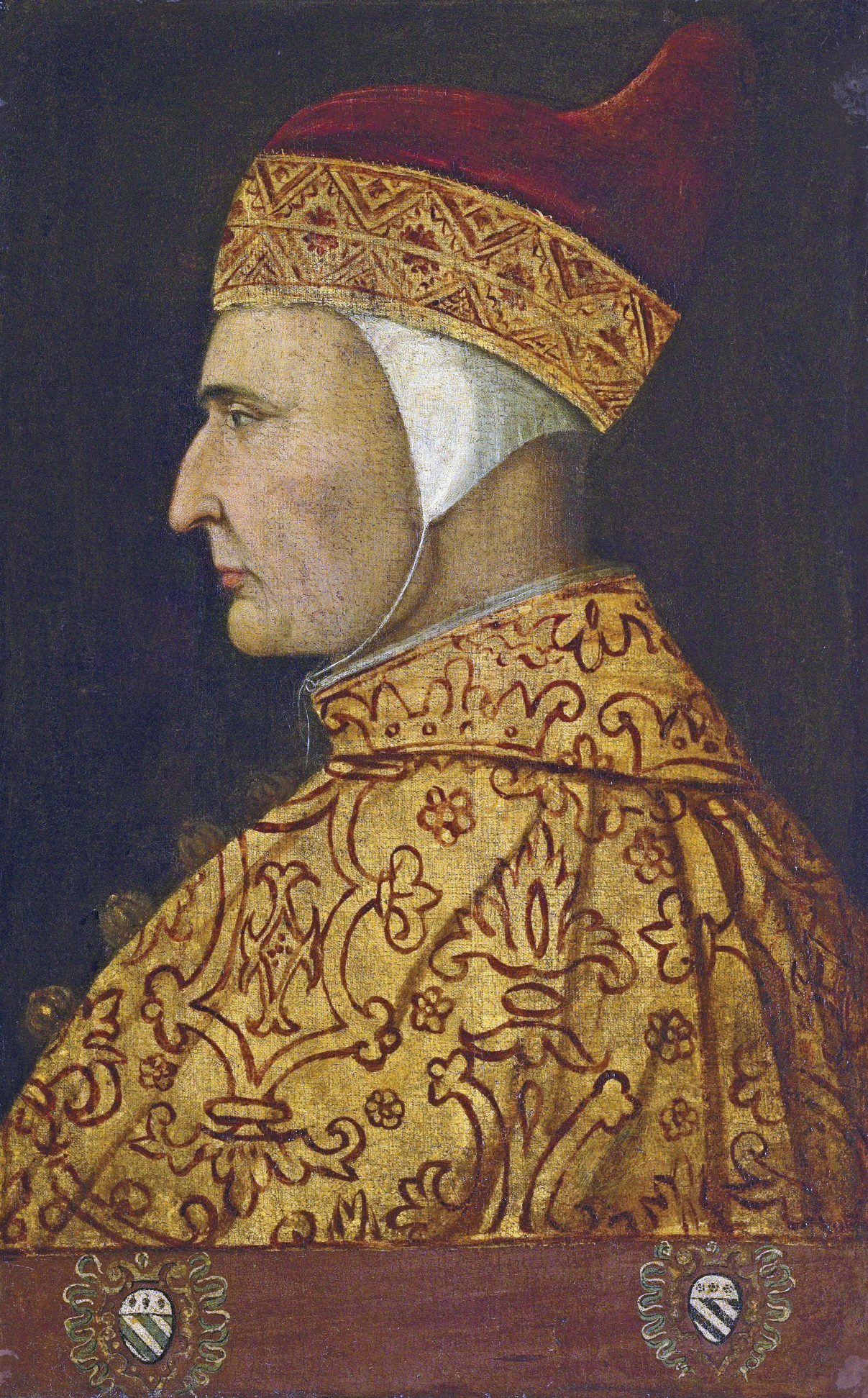
Кристофоро Моро 1462-1471 Дож Венеции
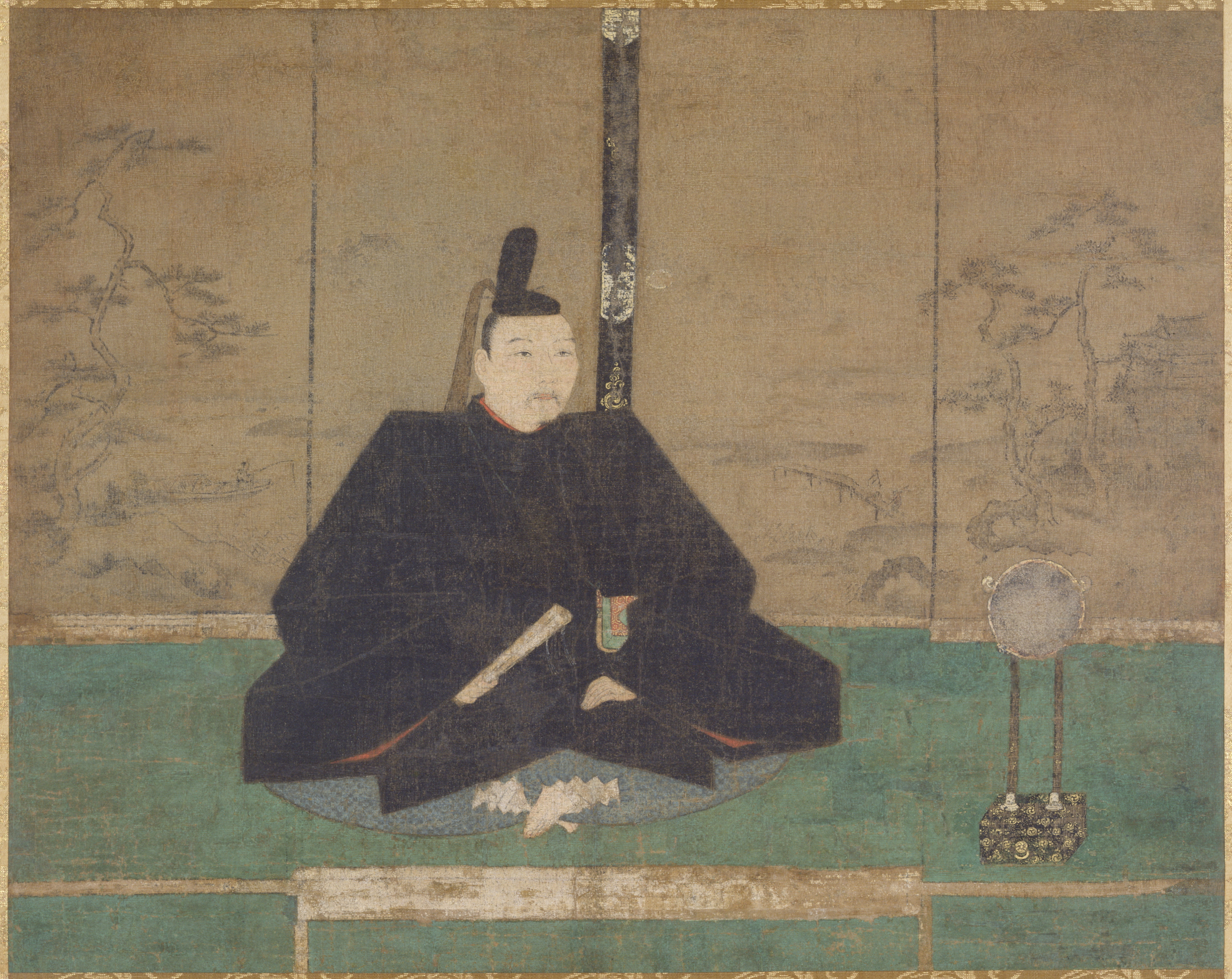
Асикага Ёсимаса 1449-1473 Сёгун Японии
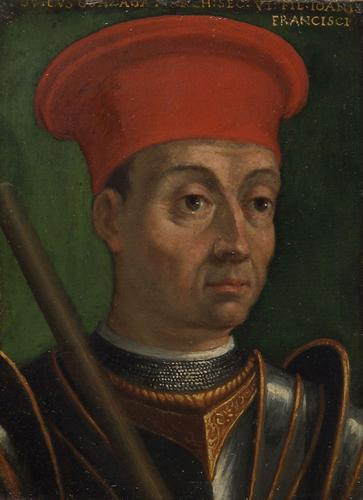
Лудовико III Гонзага 1444-1478 Маркграф Мантуи
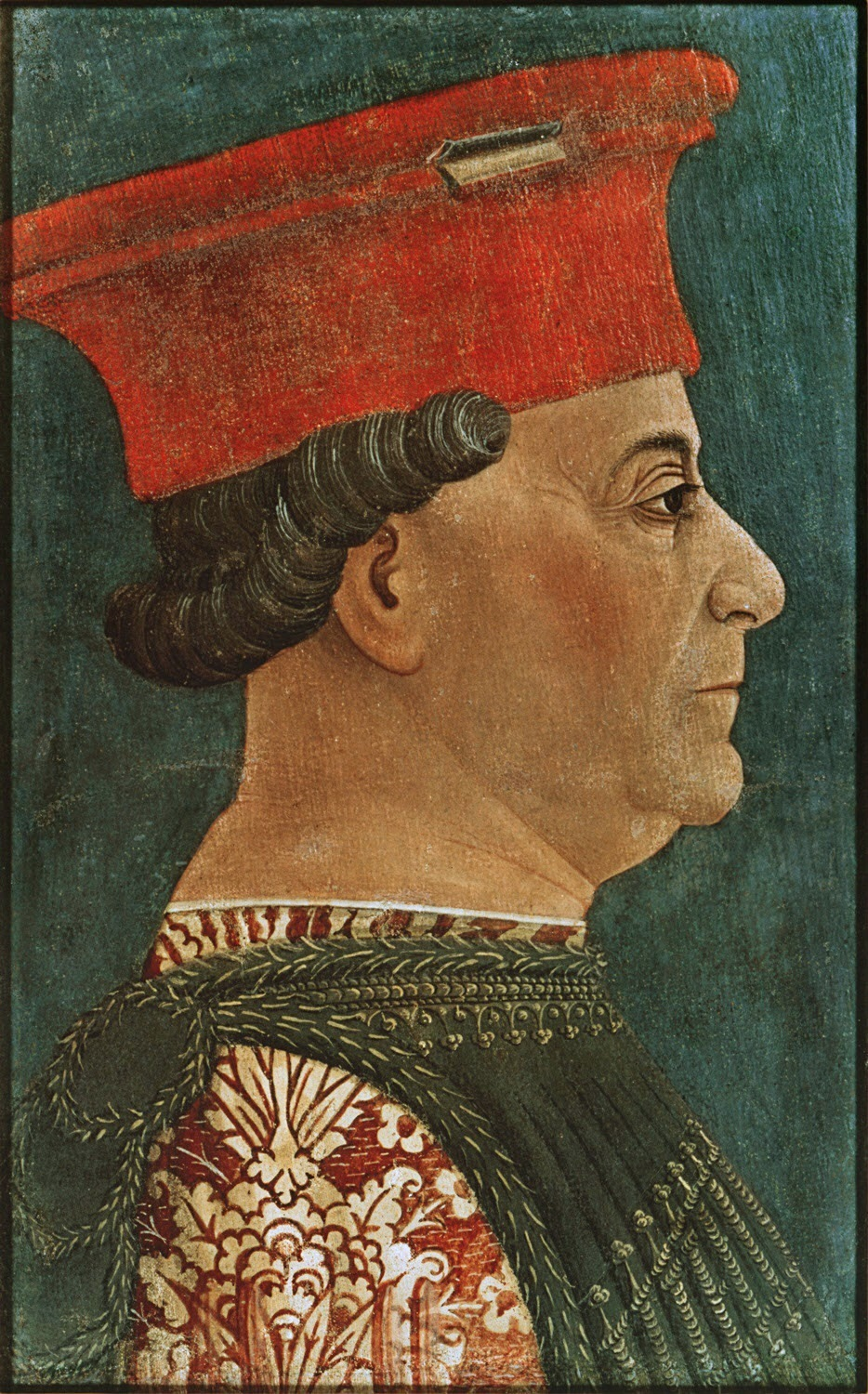
Франческо I Сфорца 1449-1466 Герцог Миланский
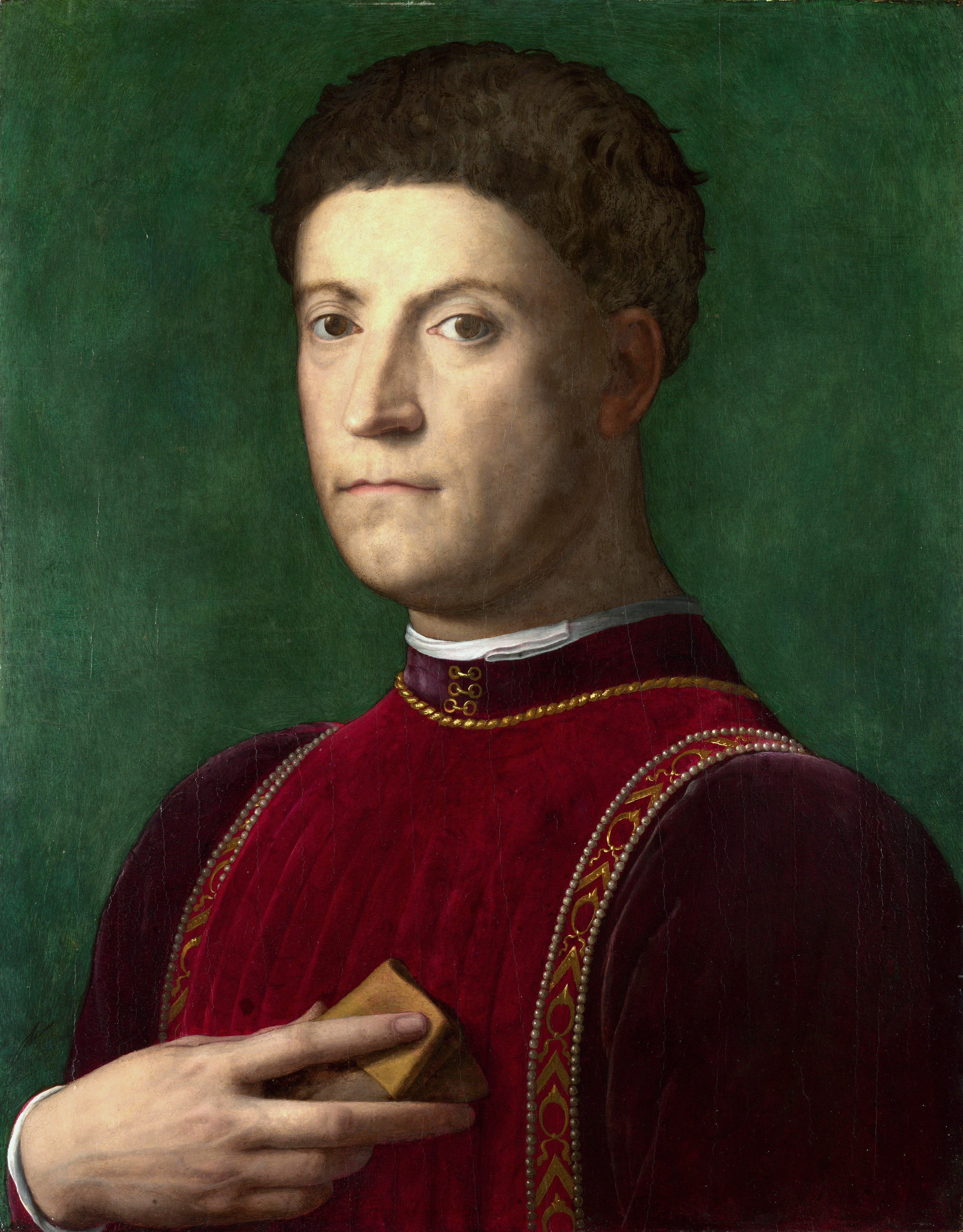
Пьеро Медичи Подагрик 1464-1469 Глава правительства Флоренции
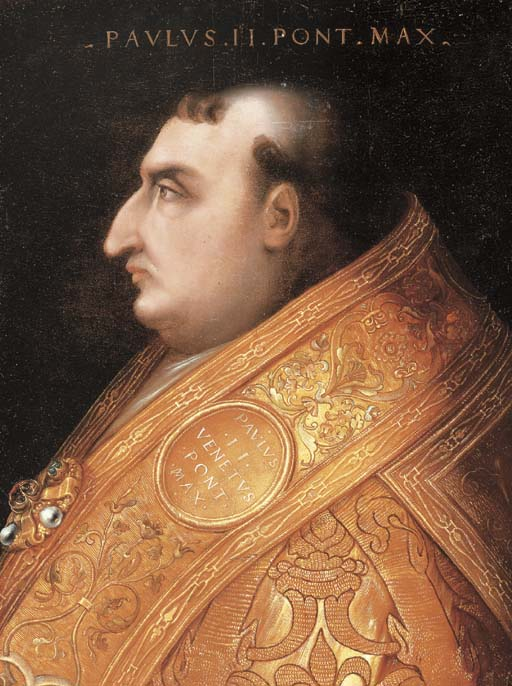
Павел II 1464-1471 Папа Римский